# Carmen Mondragón
María del Carmen Mondragón Valseca, también conocida como Nahui Olin, (Tacubaya, Ciudad de México, México, 8 de julio de 1893 - 23 de enero de 1978) fue una pintora y poeta mexicana.
Hija del militar Manuel Mondragón, en el seno de una familia acaudalada del Porfiriato, a finales del siglo XIX. Rubí de María Gómez señala que pudo haberse acercado a las ideas feministas e incluso se menciona la influencia del pensamiento de Mary Wollstonecraft. La filósofa María Cecilia Rosales señala que el hecho de que se representara a sí misma en su pintura corresponde con su conocimiento del feminismo mexicano y anglosajón que la impulsó a explorar su creatividad.

## Semblanza biográfica

### Infancia y juventud
Quinta hija del general porfiriano Manuel Mondragón y Mercedes Valseca, perteneció a la burguesía mexicana de fines del siglo XIX. Su mamá la enseñó a tocar el piano y a escribir desde muy temprana edad. Por comisión de su padre, quien diseñaba armas, toda la familia se mudó a París, Francia cuando ella tenía cuatro años y ahí habitó por ocho años. En esta ciudad estudió en un internado donde también aprendería sobre diversas artes, como la danza clásica, la pintura, la literatura y el teatro.
Al pasar a la adolescencia, Carmen Mondragón regresó a la Ciudad de México y a los pocos años conoció a Manuel Rodríguez Lozano, quien era cadete en ese momento, y con quien contrajo matrimonio en 1913. Juntos se fueron a vivir a París donde convivieron con artistas como Diego Rivera, Georges Braque, Henri Matisse y Pablo Picasso. Al estallar la Primera Guerra Mundial, la familia Mondragón se refugió en San Sebastián, España, donde la pareja comenzó a pintar. Es en ese mismo lugar donde se cree nació su único hijo, que al parecer murió por asfixia o muerte de cuna. La relación no prosperó cuando regresaron a México en 1921. Se separaron después de que ella conociera al Doctor Atl y la homosexualidad de su esposo (quien después mantuvo una relación con Antonieta Rivas Mercado), de quien se divorció en 1922.

### Retorno a México
En 1921 volvió a la Ciudad de México y se sumergió en la vida artística del país, donde resaltó por sus ideas de avanzada y su actitud provocadora. Convivió con personajes como José Vasconcelos, Frida Kahlo, Xavier Villaurrutia, Dolores del Río, Guadalupe Marín, Tereza Montoya, Tina Modotti, María Izquierdo, José Clemente Orozco, David Alfaro Siqueiros, Lupe Vélez y Salvador Novo. Algunos de los mencionados enlazaron especial amistad con Carmen, pues los unía una ideología de oposición a la dictadura porfirista.
En 1922 inició una relación que duraría cinco años con el artista plástico Gerardo Murillo, conocido como Doctor Atl, con quien vivió en el antiguo convento de La Merced. Todavía se conservan más de doscientas cartas escritas por ella y múltiples retratos que él le hizo. Es en esa etapa que ella toma el nombre de Nahui Olin (cuatro movimiento o perpetuo movimiento en náhuatl), en relación con la renovación cíclica del calendario mexica. Ese período fue el más prolífico en la producción poética y pictórica en la vida de la artista. También influyó dejar en el olvido su linaje acomodado y sentir cada vez más su raíces indígenas.
El cambio de nombre trajo aparejado una fértil producción artística que perseguía la «transmigración del ser», con pinturas cargadas de simbolismo, la mayoría protagonizadas por ella y sus enigmáticos ojos verdes. Además, comenzó a escribir poesía con ideas que la acercaron a los movimientos feministas de la época.
También modeló para pinturas de Rosario Cabrera, para el mural "La creación" de Diego Rivera, donde aparece como Erato, la musa de la poesía erótica; también posó para Jean Charlot y realizó desnudos para los fotógrafos Edward Weston y Antonio Garduño. Mondragón formó parte de ese grupo de mujeres que durante las décadas de 1920 y 1930 produjeron uno de los períodos más activos de la cultura y el arte en México, y a las que Elena Poniatowska bautizó como Las siete cabritas. José Emilio Pacheco le referenció como el último mito sexual del siglo XX, siendo una opinión más bien desafortunada, pues dejaba de lado su aportación como pintora, poeta y escritora. Por otro lado, Patricia Rosas la reconoció como el "Quinto Sol" (esos soles podrían ser ella, Pita Amor, Frida Kahlo, Nellie Campobello y Elena Garro), cinco mujeres que brillaron por sí mismas en un tiempo de tinieblas adversas a su inteligencia.
En la película La fabulosa vida de Diego Rivera se menciona a Carmen Mondragón como una de las dos únicas mujeres integrantes de la Unión Revolucionaria de Obreros, Técnicos, Pintores, Escultores y Similares difundida en 1924 por “El Machete”, al lado de Carmen Foncerrada. En 1935 también fundó la Liga Feminista de Lucha contra las Toxicomanías, que buscaba erradicar los vicios que, a su juicio, no permitían el progreso del país; con ella pronto se unió a otros grupos que buscarían el voto femenino, la igualdad de derechos frente a los hombres, acceso al trabajo con apoyos a la maternidad, derecho a poseer tierras, la integración de las mujeres indígenas y el acceso a la educación para todas las mujeres.
Tras terminar su relación con el Doctor Atl, Mondragón conoció al caricaturista Matías Santoyo, con quien viajó a Hollywood. Ahí el director Rex Ingram le ofreció aparecer en una película, pero ella no aceptó porque consideraba que quería explotar su imagen como símbolo sexual, argumentando que con el desnudo ella buscaba más una existencia estética que rompiera tabúes en cuanto al desnudo en el arte. De hecho, ella se caracterizó por cuestionar la realidad social, llevándola a luchar en contra de parámetros opresivos de la condición femenina a través de sus escritos, poesía e incluso partituras para piano y esculturas, obras que pasaron desapercibidas y quedaron casi en el olvido, siendo a día de hoy muy difíciles de hallar. Con los desnudos que realizó para diferentes artistas trataba de demostrar que las mujeres podían y debían disfrutar de su cuerpo y libertad sexual.
A los cuarenta años conoció al capitán Eugenio Agacino, quien aparece en algunos de sus cuadros. Con él viajó a Cuba, España y Francia, donde participó en una exposición y dio conciertos de piano. Cuando él murió, Carmen Mondragón se retiró de la vida pública, dedicando más tiempo a la escritura que a la pintura. Fue entonces cuando compuso su diatriba contra la teoría de la relatividad de Einstein que tituló Energía Cósmica, un libro donde mezcla poemas, reflexiones y asertos científicos.
Nahui Olin expuso su obra por última vez en 1945, luego, se dice, entró en una profunda depresión de la que nunca se recuperó, aunque continuó pintando y escribiendo para  su gozo.

### Últimos años
Durante los últimos años de su vida, Carmen Mondragón vivió en el centro de la Ciudad. Se sostenía siendo maestra de pintura en una escuela primaria y con una beca proporcionada por Bellas Artes. Sin embargo, se dice en algunos medios de difusión, que esos años estuvieron marcados más bien por la pobreza, viviendo casi en el anonimato.
Murió en su casa de la infancia en Tacubaya el 23 de enero de 1978. Los restos mortales de Carmen Mondragón descansan en el Panteón Español en la Ciudad de México. En el cuartel "Y" fosa 503, junto con su hermano y su sobrina. Se comenta que su casa quedó repleta de gatos, pues ella solía rescatar a cuantos podía, preocupándose sobre todo por aquellos que tuviesen heridas o estuviesen visiblemente desnutridos.

## En la cultura popular
- Su figura y legado pasaron desapercibidos hasta 1993, año en que Tomás Zurián expuso una recopilación de su obra denominada "Nahui Olin, una mujer de los tiempos modernos" en el Museo-Estudio Diego Rivera, en la Ciudad de México.[7]
- En el año 2017 se rodó la película Nahui, La musa olvidada acerca de la vida de Carmen Mondragón, dirigida por Gerardo Tort con un guion escrito por él mismo y Marina Stavenhagen. La película fue filmada en el puerto de Veracruz y en la Ciudad de México. El personaje de Carmen Mondragón es protagonizado por Tessa Ia, Irene Azuela y Delia Casanova y el del Dr. Atl por el actor Julio Bracho.[9][10]
- En 2019 la editorial Seix Barral publicó la novela Totalidad sexual del Cosmos de Juan Bonilla, relato que sigue de cerca la vida de Nahui Olin desde su infancia hasta su redescubrimiento en 1978.[11]
- Ese mismo año Sandra Frid publicó con la editorial Planeta la novela La mujer que nació tres veces, que narra la vida de la artista.[12]
- Y también en 2019 Alejandro Santoyo Castro publicó con la editorial Procesos Editoriales Don José, la novela María del Carmen, en la cual se narra la vida de Nahui Olin partiendo del marco histórico de su vida desde el enfoque personal del autor.[13]
- En 2020, Valeria Matos publicó el libro con la editorial Lumen, Nahui Olin, la loca perfecta, una novela, en donde la autora narra su vida desde una perspectiva de ficción.[14]
- En 2022, La actriz mexicana Coty Lorenzana interpreta un monólogo de su autoría titulado "Carmen Cósmica" Una historia de empoderamiento y liberación femenina, que busca dar a conocer la vida de Nahui Olin a las nuevas y viejas generaciones que nunca han escuchado hablar de ella.

## Pintura
Su obra pictórica se inscribe dentro del naíf, que se distingue por la espontaneidad y la ingenuidad. Además de hacer múltiples autorretratos, con sus característicos ojos verdes, Carmen Mondragón recreó imágenes típicas de México, como sus parques, sus mercados o las pulquerías. Otras de sus obras se caracterizan por su erotismo y su exploración de la sexualidad.
- Participó en una exposición colectiva en Bellas Artes en 1945, junto con pintores como Pablo O’Higgins y José Clemente Orozco.[8]
- En 1993, con motivo del centenario de su nacimiento, se organizó la exposición Nahui Olin, una mujer de los tiempos modernos en el Museo-Estudio Diego Rivera en la Ciudad de México.[3]
- Su siguiente exposición individual se exhibió de junio a septiembre del 2018 en el Museo Nacional de Arte (Munal) en la Ciudad de México, la cual se tituló Nahui Olin. La mirada infinita, donde se mostró pintura, fotografía, caricaturas y publicaciones de la artista.[15]

## Poesía
Uno de los temas más recurrentes en la poesía de Carmen Mondragón es la libertad corporal de las mujeres, por lo que resultó revolucionaria para su época. Entre sus obras publicadas en vida están: Óptica cerebral, poemas dinámicos (1922), Câlinement je suis dedans (1923), À dix ans sur mon pupitre (1924), Nahui Olin (1927) y Energía cósmica (1937).
En el año 2012 la Universidad Autónoma de Nuevo León hizo una compilación de sus obras bajo el título Nahui Olin: sin principio ni fin. Vida, obra y varia invención, donde sin embargo no se publicaron las obras inéditas: Una molécula de amor y Totalidad sexual del cosmos, además de un poemario derivado de la muerte de Eugenio Agacino.